# Баритон-гитара

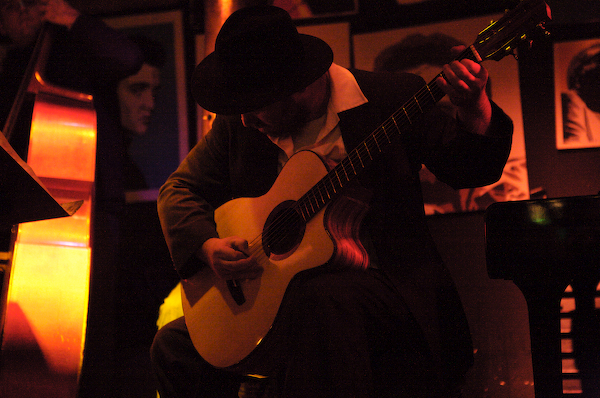
Клифтон Хайд с акустической баритон-гитарой Mustapick; Бруклин, Нью-Йорк, 2007

Баритон-гитара — гитара с более длинной мензурой (27"), чем обычная, что позволяет настраивать её на более низкое звучание. Изобретена компанией «Данэлектро» в 1950-х годах.
Баритон-гитара представляет собой переходную модель между обычной электрогитарой и бас-гитарой. На баритон-гитаре также имеется шесть струн, как и на обычной гитаре, но настроены они ниже. В последнее время широкое распространение (особенно, в тяжёлой музыке) получили 7- и 8-струнные баритон-электрогитары.
Увеличенная мензура улучшает возможность игры на струнах с меньшей степенью натяжения. Баритон-гитары очень часто используют для дублирования партии обычной гитары при студийной записи, что усиливает звучание обычной гитары и делает его более насыщенным и глубоким.